# Crematogaster libengensis
Crematogaster libengensis är en myrart som beskrevs av Hermann Stitz 1916. Crematogaster libengensis ingår i släktet Crematogaster och familjen myror.

## Underarter
Arten delas in i följande underarter:
- C. l. libengensis
- C. l. rufula